# شناسه حضیض

شناسهٔ با نماد ω نشان داده شده‌است.

شناسهٔ حضیض با نماد ω (اُمِگا) زاویه‌ای است که با چرخش محور مدار پیرامون کانون (مرکز) به دست می‌آید. شناسهٔ حضیض هم‌چنین به عنوان زاویهٔ میان طول گره صعودی (با نماد Ω) و حضیض مدار تعریف می‌شود.